# آزادماهی اطلس

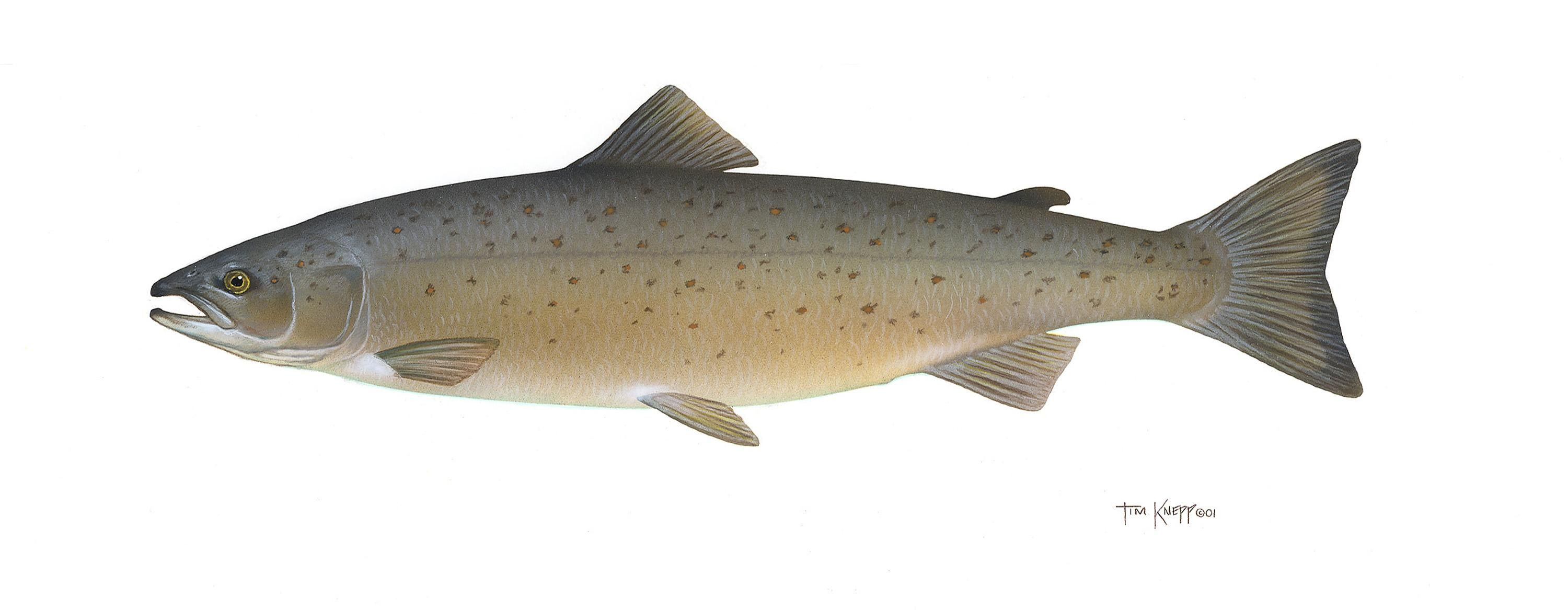
آزادماهی اطلس

آزادماهی اَطلَس گونه‌ای از ماهیان رودکوچ از خانواده آزادماهیان است که در بخش شمالی اقیانوس اطلس و در رودخانه‌هایی که به اقیانوس‌های اطلس و آرام می‌ریزند زندگی می‌کند.
وزن این آزادماهی تا ۳۶ کیلوگرم می‌رسد.
این ماهی به خاطر گوشت قرمزرنگ و خوشگوار خود مورد صید فراوان قرار دارد.
آزادماهی اطلس پیش از انقلاب صنعتی اروپا در تمام رودهای بزرگ اروپا نیز زندگی می‌کرد ولی امروزه در آن رودها منقرض شده‌است.
این ماهیان بیشترین دوره رشد خود را در آب‌های شور می‌گذرانند ولی ماهیان بالغ برای تخم‌ریزی به آب‌های شیرین برمی‌گردند.
آزادماهی‌های اطلس در اصل نیازی به زندگی در آب‌های شور ندارند و می‌توانند تمام زندگی را در آب‌های شیرین بگذرانند.